# 9780 Bandersnatch
9780 Bandersnatch è un asteroide della fascia principale. Scoperto nel 1994, presenta un'orbita caratterizzata da un semiasse maggiore pari a 2,1994508 UA e da un'eccentricità di 0,1025826, inclinata di 6,26595° rispetto all'eclittica.